# Nissolia hintonii
Nissolia hintonii är en ärtväxtart som beskrevs av Noel Yvri Sandwith. Nissolia hintonii ingår i släktet Nissolia och familjen ärtväxter. Inga underarter finns listade i Catalogue of Life.